# 西布蘭奇鎮區 (堪薩斯州馬里昂縣)
西布蘭奇鎮區（英語：West Branch Township）為美國堪薩斯州馬里昂縣轄下的鎮區。2010年美国人口普查中此鎮區人口有966人。

## 地理
西布蘭奇鎮區涵蓋總面積為92.0平方（35.51平方英里），其中陸地面積為91.9平方（35.50平方英里），水域面積為0.026平方（0.01平方英里）或0.03%。海拔高度1,539（5,049英尺）。

## 人口統計
根據2010年美國人口普查，西布蘭奇鎮區人口有966人，其中男性有483人，女性有483人，人口密度為每平方公里10.51人，住房計406戶。鎮區內的白人有946人，非裔美國人有1人，美洲原住民有2人，亞裔美國人有4人，太平洋島裔美國人有0人，其他種族有5人，混血種族則有8人。此外鎮區內有11人為西班牙裔或拉丁裔美國人。此鎮區之年齡中位數為48.7歲，而男性年齡中位數為45.9歲，女性年齡中位數為0.0歲。

## 交通

### 主要公路
- 15號堪薩斯州州道